# Белый шум (фильм, 2022)
«Белый шум» (англ. White Noise) — комедийная драма режиссёра Ноа Баумбаха по одноимённому сатирическому роману Дона Делилло 1985 года. Премьера прошла 31 августа 2022 года на 79-м Венецианском кинофестивале.

## Сюжет
1984 год, небольшой американский городок, Джек Глэдни, профессор, изучающий Адольфа Гитлера в вымышленном «Колледже на холме», женат на Бабетте и воспитывает четверых детей-подростков, разрывается на части в результате «воздушного токсического события» — катастрофической железнодорожной аварии, которая обрушивает химические отходы на его город.

## В ролях
- Адам Драйвер — профессор Джек Глэдни
- Грета Гервиг — Бабетта Глэдни
- Раффи Кэссиди — Дэбби
- Сэм Нивола — Генрих
- Мэй Нивола — Штеффи
- Джоди Тернер-Смит — Уинни Ричардс
- Дон Чидл — профессор Мюррей Сискинд
- Ларс Айдингер — Арло Шелл
- Андре Бенджамин — Эллиот
- Билл Кэмп — мужчина с телевизором
- Барбара Зукова — сестра Мари
- Алессандро Нивола[3]

## Производство и премьера
В 2004 году режиссёр Барри Зонненфельд был привлечён к проекту экранизации романа «Белый шум» по сценарию Стивена Шиффа. В 2016 году Ури Сингер приобрёл права на книгу и запустил проект в разработку. 17 октября 2016 года Майкл Алмерейда должен был написать сценарий и выступить режиссёром экранизации. 13 января 2021 года стало известно, что Ноа Баумбах адаптирует фильм для Netflix, и выступит режиссёром и сопродюсером фильма вместе с Дэвидом Хейманом и Ури Сингером.
22 декабря 2020 года в актёрский состав вошли Адам Драйвер и Грета Гервиг. В апреле 2021 года к актёрскому составу фильма присоединились Рэффи Кэссиди, Мэй Нивола и Сэм Нивола. В июне 2021 года Джоди Тёрнер-Смит начала переговоры об участии в фильме. Она подтвердит своё участие в следующем месяце, а также сообщит, что Дон Чидл также исполнит роль в фильме. В августе 2021 года было объявлено, что к актёрскому составу фильма присоединился Андре Бенджамин.
Съёмки начались в июне 2021 года.
Мировая премьера фильма состоялась 31 августа 2022 года на 79-м Венецианском кинофестивале, также он стал фильмом открытия 60-го Нью-Йоркского кинофестиваля 30 сентября 2022 года. 22 ноября 2022 года на официальном канале Netflix в YouTube опубликован трейлер фильма. 25 ноября 2022 года начался прокат в избранных кинотеатрах США. 30 декабря 2022 года фильм вышел на платформе Netflix.

## Критика
На сайте Rotten Tomatoes фильм имеет рейтинг 63 % основанный на 200 отзывах, со средней оценкой 6.5/10.
Питер Брэдшоу из The Guardian поставил фильму пять звезд из пяти, написав: «Баумбах поймал крупного белого кита в своей потрясающе элегантной и уверенной адаптации». Дэвид Руни из The Hollywood Reporter назвал фильм «в равной степени чётким посылом и утомляющей статичностью», похвалив игру актёров и юмор, но найдя сценарий непоследовательным. Дэвид Эрлих из IndieWire назвал экранизацию «в равной степени вдохновляющей и утомляющей».

## Награды и номинации
| Премия                     | Категория                                | Номинант          | Результат |
| -------------------------- | ---------------------------------------- | ----------------- | --------- |
| «Золотой глобус»           | Лучшая мужская роль — комедия или мюзикл | Адам Драйвер      | Номинация |
| «Выбор критиков»           | Лучшая песня                             | «New body rhumba» | Номинация |
| Венецианский кинофестиваль | Золотой лев                              | Ноа Баумбах       | Номинация |
| Венецианский кинофестиваль | Green Drop Award                         | Ноа Баумбах       | Победа    |